# Partido Humanista de Chile
El Partido Humanista (PH) es un partido político chileno fundado el 26 de mayo de 1984.
El partido es miembro de la Internacional Humanista (IH). tuvo un papel destacado en la lucha por el retorno a la democracia, siendo parte de la Concertación de Partidos por la Democracia, hasta 1993.
En 2003, junto con el Partido Comunista de Chile, la Izquierda Cristiana y otras agrupaciones sociales, conformaron la coalición Juntos Podemos Más, de la que fue parte hasta 2008. Posteriormente apoyó la candidatura presidencial de ME-O en 2009 y la de Marcel Claude en 2013. Entre 2016 y 2019 el partido fue parte del Frente Amplio.

## Historia

### Orígenes (1984-1986)
Durante la dictadura militar encabezada por Augusto Pinochet, los integrantes de la Comunidad para el Desarrollo Humano realizaron una serie de consultas populares para determinar la necesidad de crear un instrumento político de oposición, aprovechando que, en 1983, se dio la llamada "Primavera de Jarpa" para las actividades políticas al interior del país (en ese contexto se fundaron la Alianza Democrática, la UDI y otros partidos de derecha).
A raíz de lo anterior, un grupo de miembros de la Comunidad se agruparon en el Partido Humanista. Entre ellos estaban Laura Rodríguez, Florcita Motuda, Tomás Hirsch, Cristián Reitze, Joaquín Arduengo, Marco Ferrada Carrizo,  Jaime Noriega, Pedro Cortés, Rodrigo Correa, Mauricio Garcia, Doris Chamorro, Juanita Orellana, José Tomás Sáenz, Juan Enrique Prieto, Juanita Vergara, Pablo Vergara, Pía Figueroa, Tomás Bize, Wilfredo Alfsen. De esta manera, el PH se constituyó como el primer partido chileno que no surgía como una escisión de otro partido preexistente, ya sea por razones doctrinarias o caudillismos.
Desde su fundación realizaron una serie de manifestaciones de oposición al régimen, basados en la metodología de la No Violencia Activa. Por ejemplo, en 1985, en la campaña llamada "Los 7 terremotos del gobierno", protestan por la compra de material bélico, mientras se necesitaba reconstruir el país de los daños causados por el terremoto del 5 de marzo; o en 1986, durante el paso del cometa Halley realizan la campaña llamada "Que se lo lleve el Halley", destinada a que Pinochet renunciara a la Presidencia. Estas y otras actividades resultaron en medidas represivas contra sus dirigentes, como ocurrió con Guillermo Garcés, quien fuera relegado a Calama, en el norte de Chile.
El 8 de septiembre de 1986, el PH fue uno de los firmantes del documento Bases de Sustentación del Régimen Democrático, que consistía en una ampliación y profundización del Acuerdo Nacional para la Transición a la Plena Democracia de 1985, y que daría origen, en noviembre de 1986, al Acuerdo Nacional Democrático, coalición política de breve duración.
Cuando comenzaron las negociaciones para reunir a todos los opositores a la dictadura militar encabezada por Augusto Pinochet, el PH se suma a dicha iniciativa, de la que finalmente surge la Concertación por el NO, coalición a la que se suma también, en 1987, otro partido formado por un grupo de miembros de la Comunidad para el Desarrollo Humano: el partido Los Verdes o LV, primer partido chileno que impulsa la discusión de materias medioambientales. Los Verdes fue fundado, entre otros, por Andrés Koryzma, Ana L'Homme y Mario Aguilar.

### Retorno a la democracia (1987-1993)
El PH fue el primer partido de oposición a Pinochet en legalizarse (el primero fue Renovación Nacional, participante de la dictadura militar) y el segundo partido en cantidad de firmas, al presentar 64.896 registros (el Partido Radical fue el más numeroso).
El 29 de mayo de 1987 se publica la escritura de formación en el Diario Oficial. El 5 de marzo de 1988 el partido queda inscrito en el Registro Legal del Servicio Electoral al presentar las primeras 45.069 firmas en las 13 regiones de Chile, quedando inscrito como partido nacional.
El 2 de febrero de 1988 firmaron el acta constitutiva de la Concertación José Tomás Sáenz por el PH y Andrés Koryzma por LV. En medio de la campaña para el Plebiscito del 5 de octubre de 1988, el presidente del PH, José Tomás Sáenz, es presionado por el resto de la directiva para que renuncie, debido a diferencias respecto al curso de la campaña y a las posibles consecuencias de ella.
Tras el triunfo del No en el plebiscito, la Concertación planificó las elecciones para 1989. El PH presentó como precandidata presidencial a Laura Rodríguez, la primera mujer, en la historia política de Chile, propuesta por un partido político para aspirar a este cargo. Su candidatura fue rechazada por los otros partidos (solo con candidatos varones) pues Rodríguez tenía menos de 40 años, edad exigida por la Constitución.
Más tarde, en las negociaciones para los cupos al interior de la Concertación, amarradas por los partidos históricos, los partidos más nuevos quedaron muy mermados y subrepresentados. Por ejemplo, al PH y LV le correspondieron 3 y 2 cupos, respectivamente, en una lista de 120 candidaturas (comparados con los 50 cupos de la DC o los 20 del PR).
A pesar de lo anterior, el 12 de diciembre de 1989, Laura Rodríguez llegó a ser la primera diputada electa de un Partido Humanista en el mundo, después de ganar un escaño en las elecciones legislativas de 1989 por el distrito compuestos por las comunas de La Reina y Peñalolén. 
Cuando asume la presidencia Patricio Aylwin, en 1990, y con ello la Concertación asume el gobierno, el PH accedió a algunos cargos ejecutivos, como la Subsecretaría de Bienes Nacionales (Pía Figueroa), la Embajada de Nueva Zelanda (Tomás Hirsch) y la Alcaldía de Ñuñoa (Pablo Vergara).
En 1989 Laura Rodríguez asume la Presidencia del PH, convirtiéndose en la primera mujer presidenta de un partido político en Chile. Su labor legislativa es recordada por sus iniciativas en favor de la mujer y de las minorías. Presentó el primer proyecto de Divorcio en 1990 (aprobado recién el año 2004).

En 1991, el Partido Humanista se fusiona legalmente con Los Verdes, pasando a llamarse Alianza Humanista Verde o AHV.

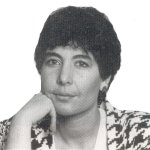
Laura Rodríguez, diputada del Partido Humanista entre 1990 y 1992.

En 1992 participan en las primeras elecciones municipales del retorno a la democracia, obteniendo 15 electos (Pablo Vergara en Ñuñoa, Chofik Sade en Maullín, Efrén Osorio en San Bernardo, Marilén Cabrera en La Florida, Pedro Gallardo en Putaendo, Sergio O´Nell en Arica, Sara Campos en La Reina, Mario Aguilar en Macul, Leonardo Guerra en Peñalolén, Ana L`Homme en Quinta Normal, Pamela Pinto en San Miguel, Andrés Koryzma en Santiago centro, Eduardo Roa en Graneros, Darío Poblete en Olivar, y Humberto Delgado en Pudahuel. De acuerdo a la legislación de la época, los alcaldes serían elegidos por los concejales de cada comuna. En virtud de lo anterior se llega a acuerdo al interior de la Concertación y se elige a Pablo Vergara, alcalde de Ñuñoa por la mitad del período -la otra mitad la ocuparía el DC Jaime Castillo-, y Chofik Sade, alcalde de Maullín). El tercer alcalde humanista sería Leonardo Guerra en Peñalolén, pero una negociación oculta entre el DC Carlos Echeverría y los concejales de la derecha, lo deja fuera del sillón edilicio.[cita requerida]
Casi un mes después de estas elecciones, Laura Rodríguez fallece.

### Desarrollo partidista en solitario (1993-2002)
En 1993, la AHV decide retirarse de la Concertación y con ello del Gobierno por consideraciones políticas, junto al MAPU y a la Izquierda Cristiana, siendo los únicos grupos automarginados del conglomerado. Como un partido independiente, en las elecciones de 1993, obtuvo resultados en torno al 1% dejando de ser parte del Congreso. En la contienda presidencial de aquel año presentan como candidato a Cristián Reitze, quien fuese alcalde subrogante de Ñuñoa por unos meses de 1992 como reemplazo temporal de Pablo Vergara. De los seis candidatos presentados en la mencionada contienda obtuvo el sexto lugar con el 1,17% de los votos (81.675 sufragios), siendo el mejor resultado que han tenido presentando un candidato en solitario. Los magros resultados electorales obligan a la re-legalización del partido, ahora simplemente denominado PH.
Durante el sexenio de Eduardo Frei el PH critica fuertemente el manejo centrado en la economía liberal del gobierno. Sin embargo la ausencia de diputados disminuye su impacto en los medios. Participa en las elecciones municipales de 1996 obteniendo solo 3 concejales en todo el país.
En 1998 durante la elección primaria que la Concertación llevó a cabo para elegir su candidato y dado que sus adherentes no podían votar por problemas en sus padrones electorales, el PH fue acusado por los partidos de dicha coalición de haber recaudado firmas fraudulentamente a nombre de una campaña "por las ballenas".[cita requerida] La afirmación pública nunca fue desmentida por los partidos de gobierno y perjudicó la imagen del PH.[cita requerida] En la elección presidencial del año 1999, su candidato Tomás Hirsch obtuvo el cuarto lugar con un 0,5% de los votos.

### Juntos Podemos Más (2003-2009)

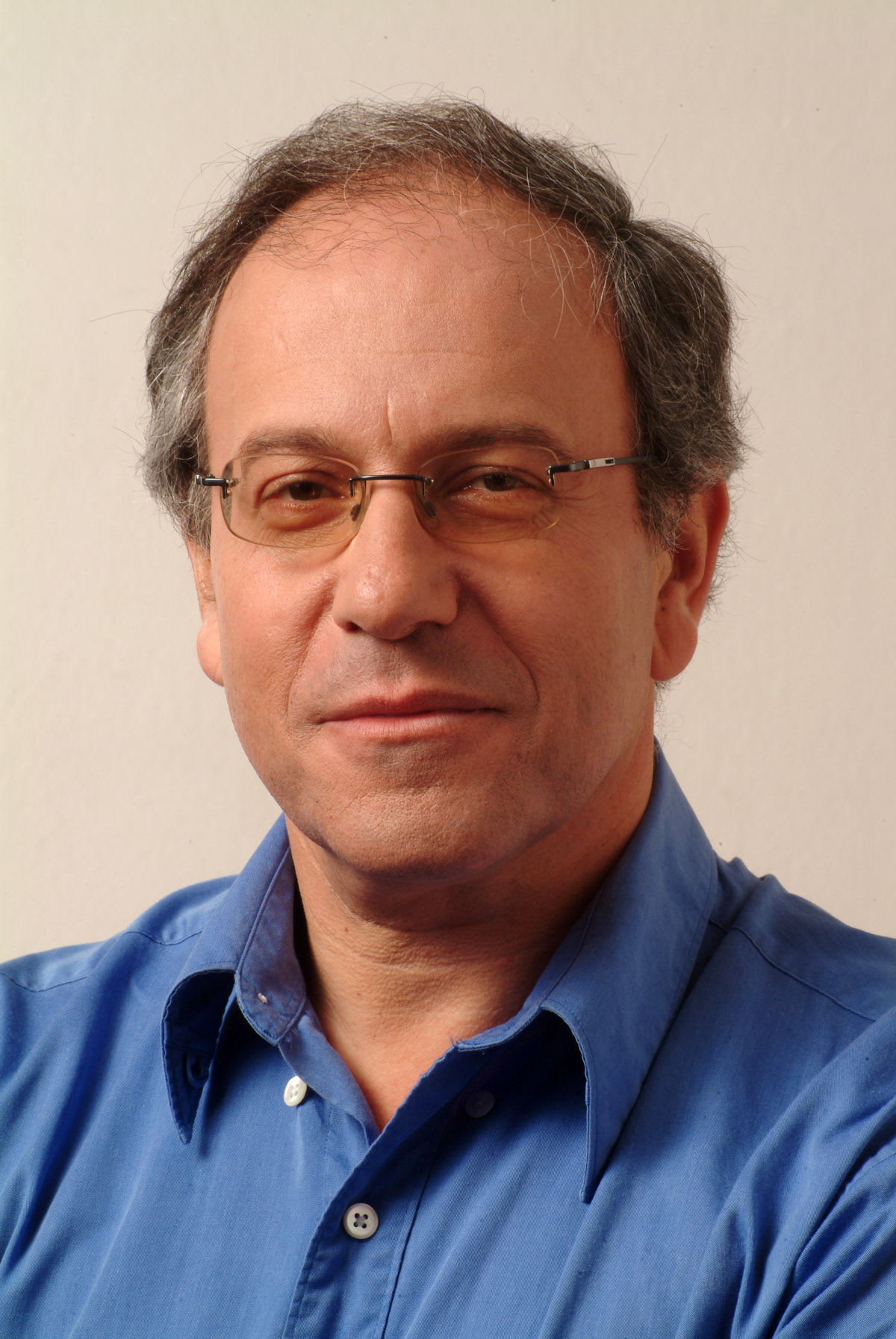
Tomás Hirsch, candidato humanista a la Presidencia en 1999 y 2005.

En el año 2002 resulta elegida una nueva Directiva encabezada por Efrén Osorio como Presidente y Marilén Cabrera como Secretaria General. Esta nueva directiva asume una política distinta de alianzas buscando la construcción de un nuevo referente que agrupara a todos los sectores de izquierda del país. Joaquín Arduengo redacta el ideario para agrupar a las distintas fuerzas, tanto políticas como sociales, para la formación de un nuevo frente político y social.
Es así como el año 2003 el Partido Humanista, junto al PCCh, IC, el MIR y el PC(AP), entre otros, conforman la coalición Juntos Podemos Más.
El año 2004 Efrén Osorio es reelecto Presidente del PH. En ese mismo año Mario Aguilar, exconcejal de Macul, obtiene un cargo dentro del Colegio de Profesores.
En las elección municipal de 2004, el Juntos Podemos obtuvo un 9% de las preferencias, todo un logro para el conglomerado. En tanto el Partido Humanista obtiene una votación de 1,95% de los votos en la elección de concejales, logrando elegir 27 representantes. Un notable aumento, considerando que en las municipales 2000 solo logran elegir un concejal, Efrén Osorio, quien en 2004 postula como alcalde de esa comuna pero pierde la elección.
Confiados en que su votación podría aumentar, el Juntos Podemos decide presentar un único candidato presidencial, el cual resultó ser Tomás Hirsch. A pesar de ser considerado como la "sorpresa" de la elección presidencial realizada el 11 de diciembre de ese año, obtuvo solo el 5,4% de los votos y su partido no logra elegir un parlamentario en las elecciones parlamentarias realizadas ese mismo día.
En las últimas elecciones legislativas al interior de la alianza Juntos Podemos Más, el Partido Humanista tuvo el 1,55% de los sufragios.
La actitud frente a la segunda vuelta presidencial dividió en enero de 2006 a los partidos del Juntos Podemos Más. El PH junto a otros partidos llamó a anular el voto considerando que ambos candidatos representaban una continuidad del modelo social y económico. Por su parte, el Partido Comunista y la Izquierda Cristiana, confiando en la promesa de la Concertación de legislar para terminar con el sistema binominal y presentar una serie de reformas sociales, apoyan a Bachelet. Con lo anterior, la participación humanista en el pacto, queda congelada.
El 3 de enero de 2007 asumió la nueva directiva del PH electa en los comicios internos del 14 de diciembre de 2006. Marilén Cabrera, chilena de origen quechua, se transforma en la nueva presidenta del PH. Junto a ella asumen en la Directiva Fernando Lira como primer vicepresidente, Fernando Ortiz como segundo vicepresidente y dos jóvenes de 18 y 23 años.

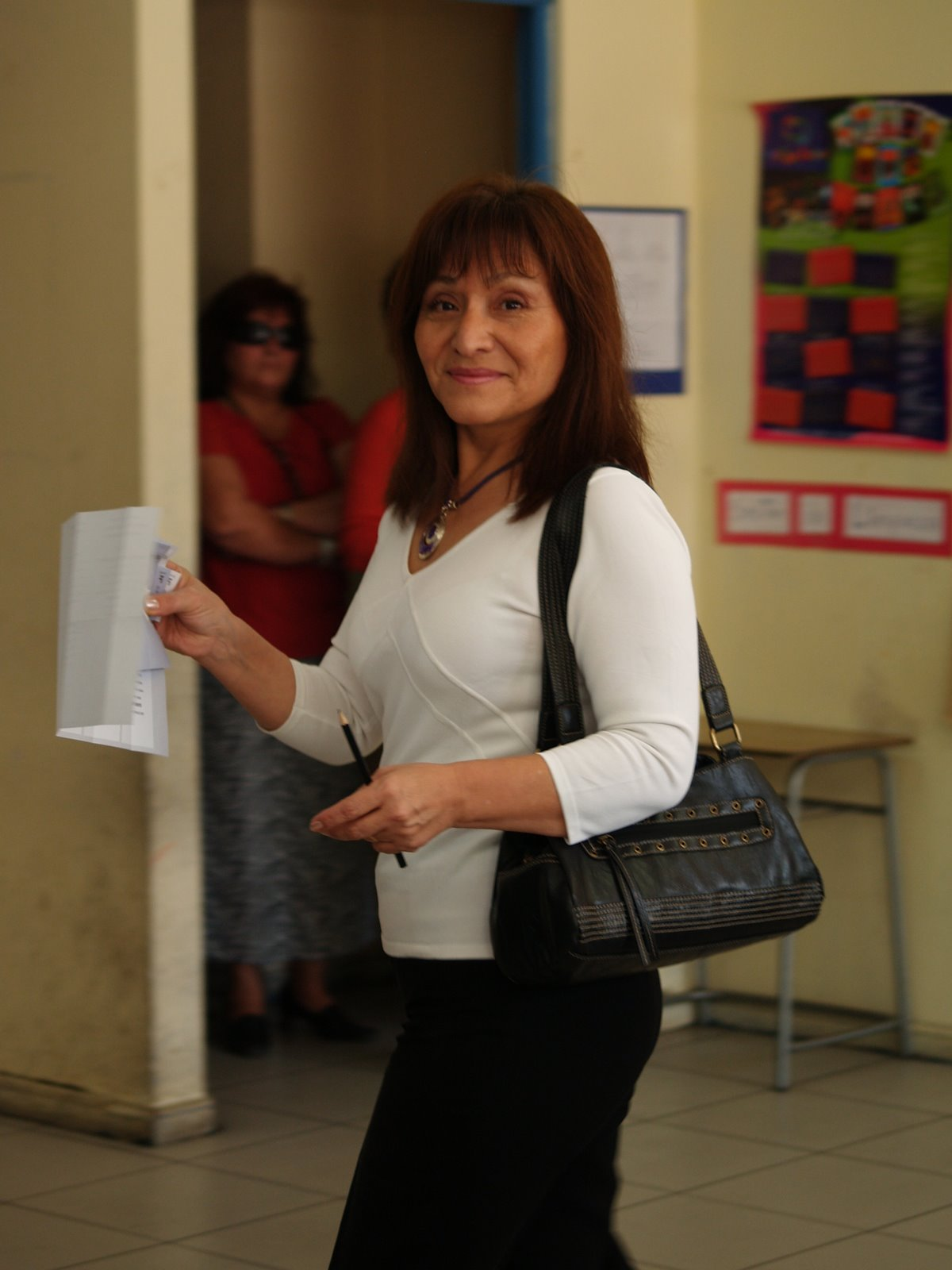
Marilén Cabrera se convertiría en la segunda mujer en presidir el PH.

En las elecciones municipales del 2008 se reintegró al Juntos Podemos Más. En esa ocasión logran que el concejal de Yumbel Camilo Cabezas (ex PS) pasara a integrar el partido, y que sea electo alcalde. El PH vuelve a tener un alcalde a su disposición, después de Pablo Vergara en Ñuñoa el año 1996.

### Apoyo a Marco Enríquez-Ominami (2009)
En marzo de 2009 asume una nueva directiva, electa en los comicios internos del mismo mes. Efrén Osorio se transforma de nuevo en presidente del PH. Junto a él asumen en la Directiva, el dirigente juvenil Danilo Monteverde como primer vicepresidente, Patricio Andreu como segundo vicepresidente, Fernando Lira como tercer vicepresidente.
En junio de 2009, después de conversar con la coalición de gobierno del país (Concertación Democrática), el PH se retira de la mesa de negociación que integraba con el Partido Comunista de Chile y la Izquierda Cristiana, al no verse satisfecho un cupo a las elecciones parlamentarias de diciembre de 2009. Hasta ese momento el Partido Humanista había proclamado como su abanderado presidencial a Jorge Arrate (candidato oficial de la coalición Junto Podemos Mas).
Los acontecimientos se precipitan rápidamente y en el Consejo General del PH de julio de 2009, el partido rompe con Arrate y proclama como su abanderado presidencial a Marco Enríquez-Ominami, candidato independiente de tendencia progresista, quien recientemente había roto con el Partido Socialista y con la coalición de gobierno. 
El Partido Humanista se alejó de Juntos Podemos Más y se unió a pequeños partidos nuevos, como el Partido Ecologista, e independientes en la coalición Nueva Mayoría para Chile, para darle una base a la candidatura de Enríquez-Ominami. Finalmente, ME-O obtiene el tercer lugar en la elección presidencial de 2009.

### Período de reestructuración (2010-2014)
En 2010, tras el término de la Marcha Mundial por la Paz y la No Violencia, iniciativa surgida desde el Movimiento Humanista, el PH se reestructura, buscando una orgánica horizontal, acorde a su ideología, en la que cada militante defina los asuntos relevantes a través de una plataforma electrónica. En esa misma línea, la noción de directiva desaparece para dar paso al "Equipo de Coordinación Nacional", ECN, equipo de doce militantes que, paritariamente, coordinan la actividad partidaria. Los cargos de "presidente" o "secretario general", entre otros, se mantienen exclusivamente para cumplir con las exigencias legales, pero sin jerarquías internas.
Durante 2011, el PH participa de varias de las movilizaciones que se suceden ese año, como las organizadas contra el proyecto Hidroaysén o las convocadas por el movimiento estudiantil. La presencia callejera fue uno de los sellos del PH en este período, acompañando las crecientes movilizaciones ciudadanas en medio del primer gobierno conservador desde el término de la dictadura.

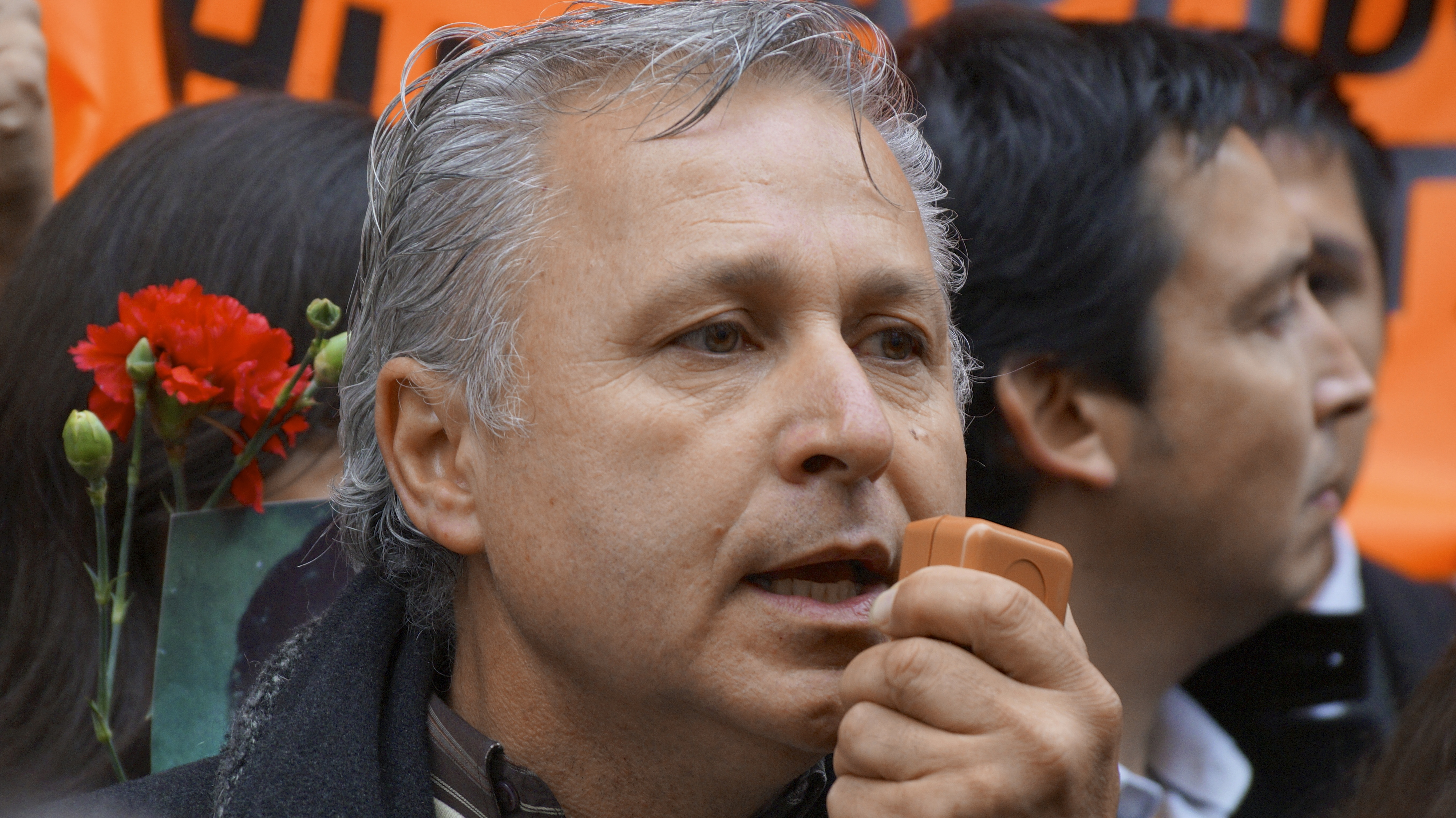
Marcel Claude, candidato presidencial del PH en 2013.

En el verano de 2012 se realizan una serie de "misiones" para legalizar el partido en la Región de Los Ríos (Valdivia), legalización que culminó con la publicación en el Diario Oficial en junio del mismo año. Al mismo tiempo, se avanza en la construcción de las listas de cara a las elecciones municipales de ese año, generando intentos de convergencia con diversos partidos alternativos, de izquierda o progresistas. 
Para la elección presidencial de 2013 el partido apoyó con su legalidad al candidato independiente Marcel Claude, la campaña se tituló "Todos a La Moneda", agrupó a diversos colectivos y movimientos alternativos. En aquellas votaciones el abanderado solo consiguió el 2,81% de las preferencias, por debajo de la lista parlamentaria del conglomerado, que alcanzó el 3.45% de los votos.
El 2014 el PH elige a un nuevo Equipo coordinador nacional, liderado por Octavio González. Así mismo es integrado por Tomás Hirsch, Efren Osorio, Marilén Cabrera, José Gabriel Feres, Adrián Barahona, Eliana Rojas, Francisco Córdova, Joaquín Arduengo, Martin Ristempart, Ricardo Georges y Lorena Colivoro.

### Frente Amplio (2016-2019)

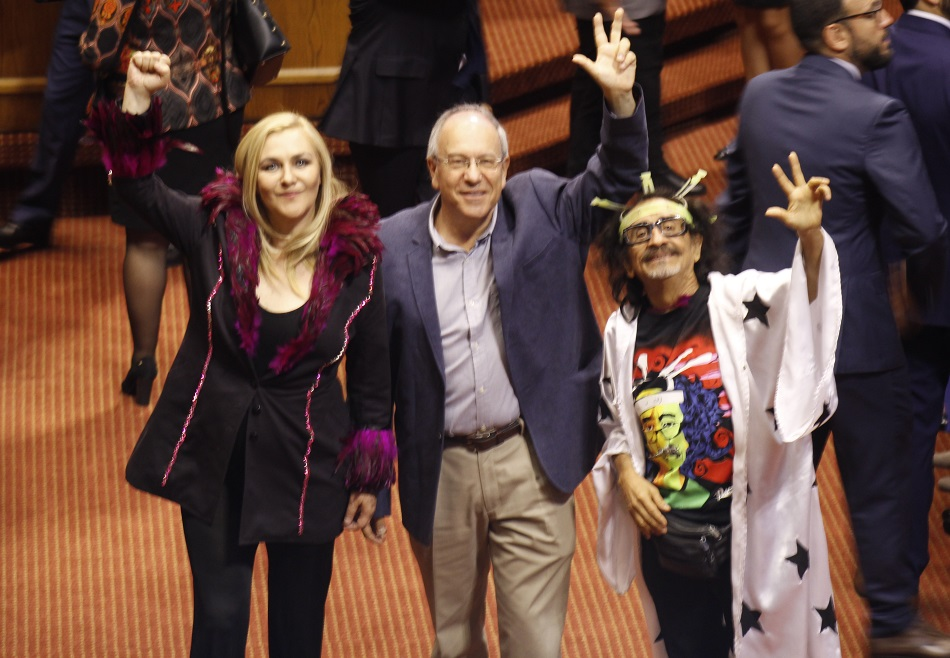
11 de marzo de 2018, día de promesa de los diputados del partido.

En agosto de 2016 anunció junto a distintas organizaciones de izquierdas la conformación de un Frente Amplio (FA) para presentar candidaturas en las elecciones a realizarse en 2017. El PH en abril de 2017 oficializó, luego de realizar votaciones internas, el apoyo a la periodista independiente Beatriz Sánchez como candidata para las primarias legales de la coalición. En las Primarias presidenciales del Frente Amplio Sánchez ganó con un 68% de los votos, oficializándose así como la candidatura única de la naciente coalición.
En las elecciones parlamentarias del 2017, el Partido Humanista dentro del pacto del Frente Amplio logró un gran desempeño, resultando electos Tomás Hirsch, Raúl Florcita Alarcón y Pamela Jiles como diputados, también fueron electos Gabriel Boric y Diego Ibáñez, miembros del Movimiento Autonomista, a quienes el PH les otorgó sus cupos para participar en las elecciones. Este éxito electoral fue acompañado con la sorpresiva votación alcanzada por Beatriz Sánchez, quien obtuvo más del 20% de los votos en las elecciones presidenciales. Así fue como el 11 de marzo de 2018 tras el cambio de mando presidencial, el Congreso Nacional obtuvo una tercera fuerza política.
A fines de 2018, la militancia humanista elige nuevos equipos de coordinación tanto nacional como regional, resultando electa presidenta Catalina Valenzuela, convirtiéndose así en la tercera mujer en asumir ese cargo después de Laura Rodríguez y Marilén Cabrera.

El 1 de diciembre de 2019, en el contexto del estallido social, el partido anunció mediante un comunicado de prensa la realización de una consulta entre sus miembros durante los días 7 y 8 de diciembre relativa a su permanencia en el Frente Amplio. De acuerdo a dicho comunicado, se tuvieron en consideración al acordar realizar dicha consulta los siguientes hechos: la participación de Revolución Democrática, el Partido Liberal y Comunes en el acuerdo con el gobierno por una nueva constitución; la renuncia del Partido Ecologista Verde y del Partido Igualdad; la desestructuración de Convergencia Social; y la salida de varios grupos políticos y sociales de base. 
El partido anunció su retiro formal del Frente Amplio el 12 de diciembre de 2019.
Pese a su rechazo al acuerdo que dio origen al plebiscito nacional de 2020, el partido apoyó las opciones «Apruebo» y «Convención Constitucional». A mediados de 2020, junto al Partido Igualdad, exmiembros del FA y colectivos de izquierda, fundan la agrupación "Dignidad Ahora".

### Crisis interna y quiebre (2020)

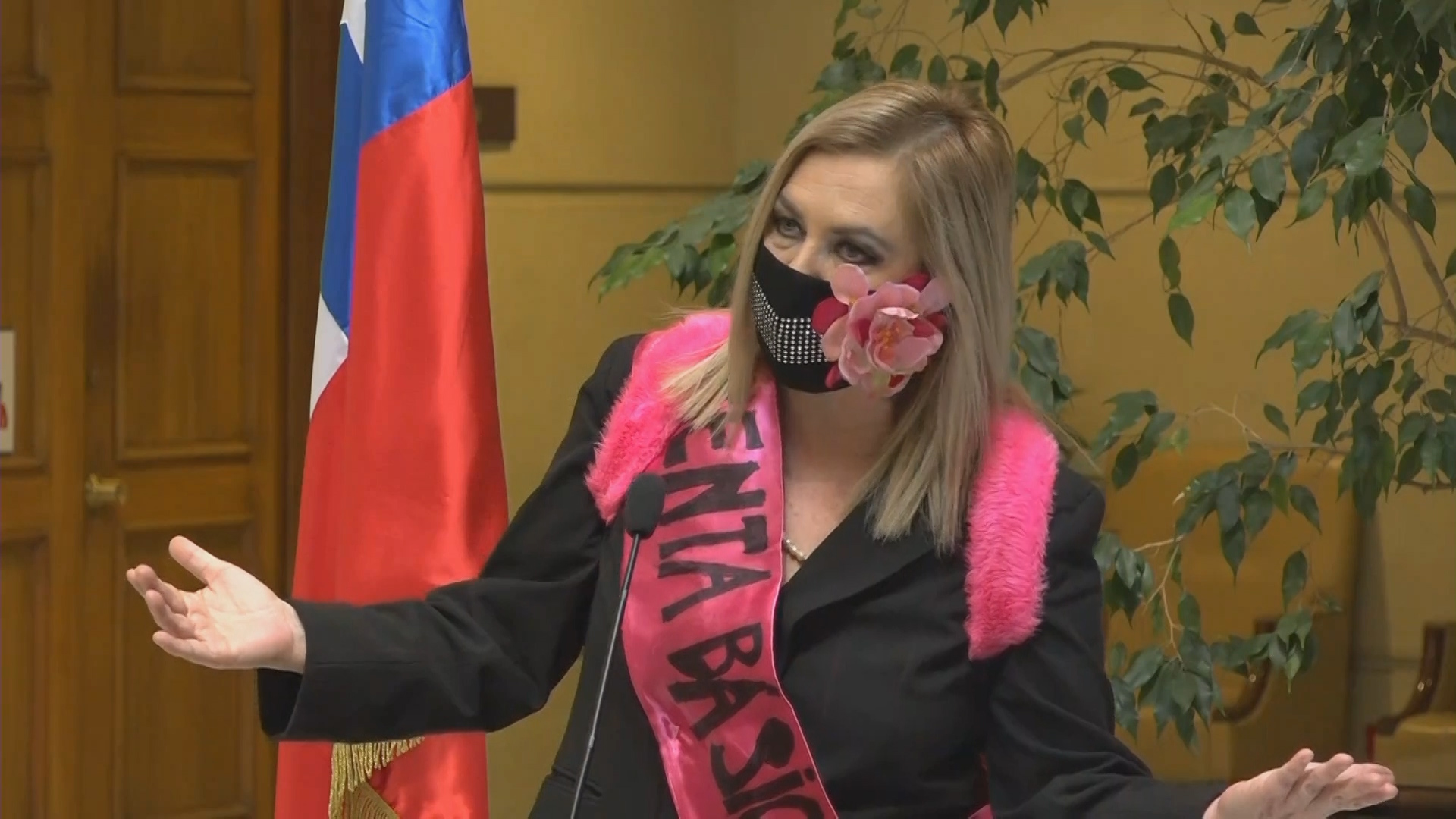
Diputada Pamela Jiles dando una vocería en el edificio del Congreso Nacional.

El 6 de mayo de 2020, debido al rol polémico y creciente liderazgo de la diputada Pamela Jiles dentro del Partido Humanista, el diputado Tomás Hirsch, después de 36 años de militancia en el partido y ser uno de sus fundadores, renunció a la colectividad junto a otros 274 militantes, entre los se encontraban dirigentes nacionales del partido, como también expresidentes de la tienda y la agrupación estudiantil del partido «Estudiantes Humanistas». En la misiva de renuncia se desprendía que "El partido perdió su rumbo y es necesario recuperar el proyecto humanista". El hecho causó conmoción política por lo sorpresivo del suceso.
Luego de unos meses, quienes renunciaron al partido lanzaron una nueva colectividad llamada "Acción Humanista".
En mismas fechas, otro grupo de militantes del PH provenientes del Sector Poniente de Santiago renunció a la colectividad debido al manejo y liderazgo de Pamela Jiles en el partido, fundando de esta forma el "Movimiento Somos", quienes se unieron posteriormente junto a Acción Humanista a la coalición "Chile Digno".
El 8 de enero de 2021 el PH quedó solo con la diputada Jiles en el congreso, luego de la renuncia de Florcita Motuda a su militancia tras ser denunciado por abuso sexual y violación.

### Elecciones de 2021 y actualidad del partido.
El 15 y 16 de mayo de 2021, se realizaron en el país simultáneamente las elecciones Municipales, de Convencionales Constituyentes y Gobernadores regionales. El PH solo logró obtener representación en las elecciones municipales, donde concurrieron en el pacto «Dignidad Ahora» junto al Partido Igualdad e independientes, eligiendo a 2 alcaldes y 28 concejales. 
En las elecciones parlamentarias realizadas el 21 de noviembre de 2021, el PH concurre nuevamente en el pacto «Dignidad Ahora». La colectividad logra la reelección de Pamela Jiles, quien gracias a su gran caudal de votos "arrastra" a sus compañeros de lista, el militante del PH Hernán Palma y la independiente Mónica Arce.
El 26 de noviembre de 2021, a pesar de las críticas de Jiles a la precandidatura presidencial de Gabriel Boric en los inicios de la campaña,  la colectividad decidió llamar a votar por el candidato de Apruebo Dignidad, quien se enfrentaba a José Antonio Kast del Partido Republicano en la segunda vuelta de la elección presidencial. En la declaración entregada por el partido se agrega que "En esta disyuntiva presidencial, como humanistas decidimos apoyar a Gabriel Boric y con ello detener una posible presidencia de la ultraderecha".
El 3 de febrero de 2022, el partido perdió su legalidad jurídica tras no alcanzar el 5% de los sufragios en la elección parlamentaria de 2021. En ese contexto, fue electa una directiva provisoria de 6 meses, cuyo objetivo es lograr la re-legalización del partido y liderar un proceso de refundación. El 16 de febrero inició su proceso de re-legalización ante el Servel. Pamela Jiles no fue parte de los militantes que participaron en este proceso.
El 20 de julio de 2022 se realiza un homenaje en la Cámara de Diputados a la histórica dirigente humanista Laura Rodríguez. La diputada Pamela Jiles se retiró del congreso mientras se realizaba la ceremonia, hecho que causó polémica y fue duramente criticado por el diputado y secretario general del PH, Hernán Palma, mediante un comunicado, en el que además aclaró que él es la única diputación del partido, ya que la diputada Jiles se había distanciado del movimiento y no estaba afiliada en la colectividad. Posteriormente en octubre de 2022 renuncia al Partido.
En octubre de 2022 el partido logra recuperar su legalidad jurídica al obtener el mínimo de firmas necesario, inscribiéndose oficialmente en las regiones de Arica y Parinacota, Tarapacá y Antofagasta, el 30 de enero de 2023.

## Evolución legal
De acuerdo a la Ley Orgánica Constitucional de Partidos Políticos, estos deben disolverse si obtienen una votación inferior al 5% en la elección de diputados. Para salvaguardar su existencia legal, el Partido Humanista ha creado partidos instrumentales, como el Partido por el Trabajo o el Partido Humanista del Norte, con los cuales se han fusionado en varias oportunidades. En 2017, y por primera vez tras el retorno a la democracia, el PH no fue disuelto al lograr la elección de 5 diputados de su lista.
| Periodo    | Nombre legal                          | Constitución          | Inscripción             | Disolución            | Notas                                                                                             |
| ---------- | ------------------------------------- | --------------------- | ----------------------- | --------------------- | ------------------------------------------------------------------------------------------------- |
| 1983- 1990 | Partido Humanista de Chile            | 22 de abril de 1987   | 5 de marzo de 1988      | 24 de julio de 1990   |                                                                                                   |
| 1990- 1998 | Partido Alianza Humanista Verde (AHV) | 7 de mayo de 1990     | 23 de julio de 1990     | 22 de agosto de 1994  | Fusión con el Partido Los Verdes.                                                                 |
| 1990- 1998 | Alianza Humanista Verde (AHV)         | 6 de junio de 1994    | 22 de agosto de 1994    | 23 de junio de 1998   | Fusión con el Movimiento Ecologista. A fines de 1995 se renombra como Partido Humanista de Chile. |
| 1998- 2002 | Partido Humanista de Chile            | 25 de junio de 1998   |                         | 26 de junio de 2002   |                                                                                                   |
| 1998- 2002 | Partido por el Trabajo (PT)           | 24 de mayo de 2001    | 24 de diciembre de 2001 | 26 de junio de 2002   | Partido instrumental.                                                                             |
| 2002- 2006 | Partido Humanista de Chile            | 2 de mayo de 2002     | 26 de junio de 2002     | 1 de junio de 2006    | Fusión con el Partido por el Trabajo.                                                             |
| 2002- 2006 | Partido Humanista del Norte (PHN)     | 8 de agosto de 2005   | 23 de enero de 2006     | 1 de junio de 2006    | Partido instrumental.                                                                             |
| 2006- 2010 | Partido Humanista de Chile            | 17 de abril de 2006   | 1 de junio de 2006      | 31 de mayo de 2010    | Fusión con el Partido Humanista del Norte.                                                        |
| 2006- 2010 | Partido Humanista del Norte (PHN)     | 29 de enero de 2009   | 28 de octubre de 2009   | 31 de mayo de 2010    | Partido instrumental.                                                                             |
| 2010- 2014 | Partido Humanista de Chile            | 6 de abril de 2010    | 18 de mayo de 2010      | 17 de febrero de 2014 | Fusión con el Partido Humanista del Norte.                                                        |
| 2010- 2014 | Partido Humanista del Norte (PHN)     | 24 de abril de 2013   | 13 de enero de 2014     | —                     | Partido instrumental.                                                                             |
| 2014- 2022 | Partido Humanista de Chile            | 12 de abril de 2014   | —                       | 3 de febrero de 2022  | Fusión con el Partido Humanista del Norte.                                                        |
| 2022-      | Partido Humanista                     | 16 de febrero de 2022 | 30 de enero de 2023     |                       |                                                                                                   |

## Dirección

### Presidentes
| Nombre                       | Inicio                  | Final                   | Notas |
| ---------------------------- | ----------------------- | ----------------------- | --- |
| José Tomás Sáenz Saavedra    | 20 de abril de 1987     | 5 de septiembre de 1988 | |
| Tomás Hirsch Goldschmidt     | 5 de septiembre de 1988 | 2 de junio de 1989      | Embajador de Chile en Nueva Zelanda (1990-1993) y Candidato presidencial en 1999 y 2005                                                                  |
| Laura Rodríguez Riccomini    | 2 de junio de 1989      | 18 de julio de 1992     | Primera mujer en presidir un partido político en Chile y primera diputada humanista electa en el mundo, fundadora del PH, falleció ejerciendo el cargo.  |
| José Gabriel Feres Nazarala  | Agosto de 1992          | 14 de febrero de 1995   | Miembro del grupo fundador del PH |
| Tomás Hirsch Goldschmidt     | 14 de febrero de 1995   | 15 de julio de 1999     | |
| José Gabriel Feres Nazarala  | 15 de julio de 1999     | 11 de diciembre de 2002 | |
| Efrén Osorio Jara            | 11 de diciembre de 2002 | 3 de enero de 2007      | Concejal por San Bernardo (1992-2004), ha sido el que más tiempo ejerció como presidente del PH                                                          |
| Marilén Cabrera Olmos        | 3 de enero de 2007      | 15 de julio de 2009     | Segunda mujer en ejercer el cargo en la historia del partido, y concejala de La Florida entre 1992 y 1996, año en que no pudo ser reelegida en el cargo. |
| Efrén Osorio Jara            | 15 de julio de 2009     | 21 de junio de 2010     | |
| Danilo Monteverde            | 22 de junio de 2010     | 30 de mayo de 2014      | Hasta ese momento, el presidente más joven de un partido político.                                                                                       |
| Octavio González O.          | 1 de julio de 2014      | 29 de enero de 2019     | |
| Catalina Valenzuela Maureira | 29 de enero de 2019     | febrero de 2022         | Tercera mujer en convertirse en presidenta del partido.                                                                                                  |
| Natalia Ibáñez Donoso        | Febrero de 2022         | Noviembre de 2022       | Cuarta mujer en convertirse en presidenta del partido.                                                                                                   |
| Claudio Ojeda Murrillo       | Diciembre de 2022       | en el cargo             | |

### Equipo de Coordinación Nacional (2022)[59]
- Claudio Ojeda Murillo (Presidente)
- Alonso Trujillo (Sec. general)
- Elizabeth Bravo (Tesorera)

## Resultados electorales

### Elecciones parlamentarias
|  | 0,77 % |

|  | 0,52 % |

|  | 2,91 % |

|  | 2,22 % |

|  | 1,13 % |

|  | 0,37 % |

|  | 1,56 % |

|  | 1,47 % |

|  | 1,44 % |

|  | 0,68 % |

|  | 3,36 % |

|  | 3,47 % |

|  | 4,23 % |

|  | 3,74 % |

|  | 3,09 % |

|  | 0,34 % |

- Nota: No se incluye las elecciones de 1993 ya que se presentó fusionado en la Alianza Humanista Verde.

### Elecciones municipales
|  | 1,24 % |

|  | 0,78 % |

|  | 0,95 % |

|  | 1,95 % |

|  | 1,34 % |

|  | 1,88 % |

|  | 0,63 % |

|  | 1,21 % |

|  | 0,27 % |

|  | 1,86 % |

|  | 0,81 % |

|  | 2,45 % |

|  | 0,22 % |

|  | 0,63 % |

- Nota: Entre 1992 y 2000 se votaba solo para elegir concejales. A partir de 2004 se realizan las votaciones de alcalde y concejales por separado.

### Elecciones de gobernadores
| Elección | Votos   | % de votos      | Escaños |
| -------- | ------- | --------------- | ------- |
| 2024     | 263 079 | \| \| 2,43 % \| | 0/16    |
|          | 2,43 %  |                 |         |

### Elecciones de consejeros regionales
|  | 1,65 % |

|  | 3,43 % |

|  | 1,74 % |

|  | 0,56 % |

### Elecciones de convencionales constituyentes
| Elección | Votos  | % de votos      | Escaños |
| -------- | ------ | --------------- | ------- |
| 2021     | 29 158 | \| \| 0,51 % \| | 0/155   |
|          | 0,51 % |                 |         |

### Candidatos presidenciales en coalición con el Partido Humanista
| Año elección | Candidato                | Militancia                           | Coalición                                  | Total de votos | Porcentaje (%) |
| 1989         | Patricio Aylwin          | Partido Demócrata Cristiano de Chile | Concertación de Partidos por la Democracia | 3.850.571      | 55,17%         |
| 1993         | Cristián Reitze Campos   | Alianza Humanista-Verde              | La Nueva Izquierda                         | 81.675         | 1,17%          |
| 1999         | Tomás Hirsch Goldschmidt | Partido Humanista de Chile           | Sin coalición                              | 36.235         | 0,51%          |
| 2005         | Tomás Hirsch Goldschmidt | Partido Humanista de Chile           | Juntos Podemos Más                         | 375.048        | 5,40%          |
| 2009         | Marco Enríquez-Ominami   | Independiente                        | Nueva Mayoría para Chile                   | 1.396.655      | 20,13%         |
| 2013         | Marcel Claude            | Partido Humanista de Chile           | Todos a La Moneda                          | 184.906        | 2,81%          |
| 2017         | Beatriz Sánchez          | Independiente                        | Frente Amplio                              | 1.336.622      | 20,27%         |

## Eslóganes de campaña
| Año                 | Eslogan                         |
| ------------------- | ------------------------------- |
| Parlamentarias 1989 |                                 |
| Municipales 1992    | La buena gente al municipio     |
| Municipales 1996    | Anímate                         |
| Parlamentarias 1993 | Por un pueblo justo y solidario |
| Parlamentarias 1997 | No más de lo mismo              |
| Presidenciales 1999 | Con la fuerza de lo humano      |
| Municipales 2000    |                                 |
| Parlamentarias 2001 | Abre futuro                     |
| Municipales 2004    |                                 |
| Parlamentarias 2005 | Vota libre, vota C              |
| Municipales 2008    |                                 |
| Parlamentarias 2009 | Somos la nueva mayoría          |
| Municipales 2012    | Mas Human@s                     |
| Presidenciales 2013 | Tod@s a la Moneda               |
| Parlamentarias 2013 | Por una auténtica democracia    |
| Municipales 2016    |                                 |
| Parlamentarias 2017 | Vota humanista, vota lista G    |
| Parlamentarias 2019 | De Cara a la Gente              |

## Autoridades

### Diputados
Período 1990-1994
| Nombre          | Región               | Distrito        | Período     |
| --------------- | -------------------- | --------------- | ----------- |
| Laura Rodríguez | Región Metropolitana | Distrito N.º 24 | 1990 - 1992 |

Período 2018-2022
| Nombre                                        | Región               | Distrito        |
| --------------------------------------------- | -------------------- | --------------- |
| Tomás Hirsch (Renuncia al partido en 2020)    | Región Metropolitana | Distrito N.º 11 |
| Pamela Jiles                                  | Región Metropolitana | Distrito N.º 12 |
| Florcita Motuda (Renuncia al partido en 2021) | Región del Maule     | Distrito N.º 17 |

Período 2022-2026
| Nombre                                     | Región               | Distrito        |
| ------------------------------------------ | -------------------- | --------------- |
| Pamela Jiles (Abandona el partido en 2022) | Región Metropolitana | Distrito N.º 12 |
| Hernán Palma (Renuncia al partido en 2023) | Región Metropolitana | Distrito N.º 12 |
| Mónica Arce (Renuncia al partido en 2024)  | Región Metropolitana | Distrito N.º 12 |

### Alcaldes y Concejales
Período 2021-2024
| Nombre           | Región               | Comuna    |
| ---------------- | -------------------- | --------- |
| Jorge Jil        | Región de Valparaíso | Olmué     |
| Cristián Salinas | Región de O'Higgins  | Marchigüe |

El Partido Humanista tiene 27 concejales, incluyendo los militantes y los independientes apoyados por el partido, en el periodo 2021-2024.